# Vuovdega
Vuovdega (Skogssamerna) är ett samiskt politiskt parti i Sametinget. Som ideell förening är det registrerat under namnet Sametingspartiet Skogssamerna.

## Allmänt
Partiet bildades 1993 och inriktar sig på att representera skogssamernas intressen men är även öppet för alla samer som sympatiserar med partiets program. Partiets ledord är ”solidaritet, jämlikhet och rättvisa”.
Partiets tidigare ordförande, Carl-Gustaf Lundgren, avled hastigt den 25 maj 2009. Ordförandeposten övertogs då av Helena Dådring.

## Partiordförande
- 1993–2009: Carl-Gustaf Lundgren
- 2009–2021: Helena Dådring
- 2025: Stefan Mikaelsson

## Partigrupp i Sametinget
Efter valet till Sametinget 2025 gick partiet, som varit stödparti åt Jakt- och fiskesamerna,  preliminärt från 3 till 2 mandat.

## Valresultat
| År   | Röster | Procent | Mandat |
| ---- | ------ | ------- | ------ |
| 1993 | [ 3 ]  |         | 4 / 31 |
| 1997 | [ 3 ]  |         | 5 / 31 |
| 2001 | [ 3 ]  |         | 4 / 31 |
| 2005 | 534    | 11,84 % | 4 / 31 |
| 2009 | 450    | 9,75 %  | 3 / 31 |
| 2013 | 379    | 8,39 %  | 3 / 31 |
| 2017 | 477    | 9,47 %  | 3 / 31 |
| 2021 | 517    | 8,66 %  | 3 / 31 |
| 2025 | 413    | 6,96 %  | 2 / 31 |